# Clarence House

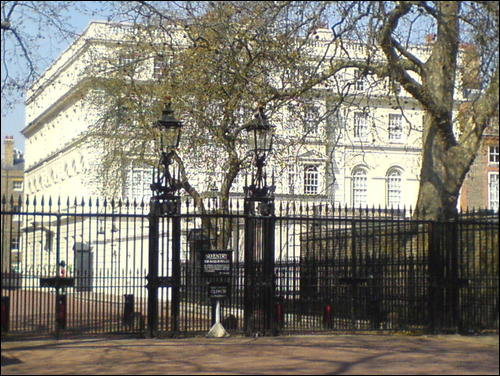
Clarence House desde The Mall (2008).

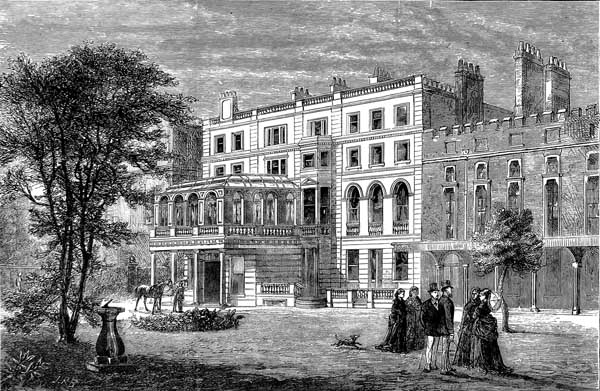
Clarence House teniendo parte con los jardines Palacio de St. James (dibujo de 1874).

Clarence House es una residencia real en Londres. Se encuentra en el Mall, la calle que une el palacio de Buckingham con Trafalgar Square. El palacio está adyacente al palacio de St. James, con el cual comparte los jardines. Durante 50 años fue la residencia de la reina madre del Reino Unido pero ahora es la residencia del rey Carlos y su esposa. Está abierto al público dos meses en verano.
Clarence House está clasificada en la lista I dentro de los monumentos nacionales de Inglaterra.

## Historia
La casa fue construida entre 1825 y 1827 según el diseño de John Nash, a petición del duque de Clarence, que en 1830 se convirtió en el rey Guillermo IV. Él prefería vivir en esta casa que en el cercano palacio de St. James, que encontraba demasiado estrecho.
Después de Guillermo IV, la vivienda pasó a su hermana, la princesa Augusta Sofía y, tras la muerte de ésta en 1840, a la madre de la reina Victoria, la princesa Victoria de Sajonia-Coburgo-Saalfeld. En 1866, se convirtió en el hogar del segundo hijo varón de la reina Victoria, Alfredo de Sajonia-Coburgo-Gotha, también duque de Edimburgo, hasta su fallecimiento en 1900.
El hermano menor de Alfredo, el príncipe Arturo de Sajonia-Coburgo-Gotha, usó la casa entre 1900 y su muerte en 1942, tiempo durante el cual ésta sufrió diversos daños producto de los bombardeos enemigos. Fue utilizada por la Cruz Roja y la organización benéfica St. John Ambulance como sus cuarteles centrales durante el resto de la Segunda Guerra Mundial, antes de ser dada a la princesa Isabel y su marido el príncipe Felipe de Edimburgo. La hija de ambos, Ana, nació en Clarence House en 1950. En 1953, tras la muerte del rey Jorge VI, la reina madre y la princesa Margarita se mudaron a la casa, aunque esta última luego se mudó a un apartamento en el palacio de Kensington.
La casa tiene cuatro pisos, sin incluir áticos ni sótanos, y su fachada está cubierta de un estuco pálido. Se le han efectuado importantes remodelaciones y reconstrucciones en el curso de los años, más notoriamente tras la Segunda Guerra Mundial, al punto que escasos aspectos de la estructura original de Nash prevalecen hoy en día. El entonces príncipe de Gales se mudó a la casa en 2003 después de que la casa se sometiera a una renovación masiva tras la muerte de su abuela, la Reina Madre. La casa ha sido completamente recableada, la mayoría de las habitaciones principales fueron redecoradas por el diseñador de interiores Robert Kime, y al edificio se le añadió un montacargas externo.
Con la muerte de la reina en 2022, el rey Carlos III anunció que despediría a más de cien empleados del staff de Clarence House, causando una lluvia de opiniones al respecto en los medios.